# 中国共产党第十四届中央委员会第一次全体会议
中國共產黨第十四屆中央委員會第一次全體會議於1992年10月19日在北京舉行，全會選舉產生新一屆中央領導機構。出席会议的有中央委员188人，中央候补委员129人。江泽民主持会议并讲了话。全会选举了中央政治局委员、候补委员，中央政治局常务委员会委员，中央委员会总书记；根据中央政治局常务委员会的提名，通过了中央书记处成员；决定了中央军事委员会组成人员；批准了中央纪律检查委员会第一次全体会议选举产生的书记、副书记和常务委员会委员人选

## 人事决定

### 选出
- 中央政治局委员、候补委员
  - 中央政治局委员（按姓氏笔划为序）：丁关根、田纪云、朱镕基、乔石、刘华清、江泽民、李鹏、李岚清、李铁映、李瑞环、杨白冰、吴邦国、邹家华、陈希同、胡锦涛、姜春云、钱其琛、尉健行、谢非、谭绍文
  - 中央政治局候补委员（按得票多少为序）：温家宝、王汉斌
- 中央政治局常务委员会委员：江泽民、李鹏、乔石、李瑞环、朱镕基、刘华清、胡锦涛
- 中央委员会总书记：江泽民

### 通过
- 中央书记处书记：胡锦涛、丁关根、尉健行、温家宝、任建新
- 中央军事委员会主席、副主席、委员
  - 主席：江澤民
  - 副主席：劉華清、張震
  - 委員：遲浩田、張萬年、于永波、傅全有

### 批准
- 中央纪律检查委员会书记、副书记、常务委员会委员
  - 書記：尉健行
  - 副書記：侯宗宾、陈作霖、曹慶澤、王德瑛、徐青
  - 常务委员会委员（按姓氏笔划为序）：王光、王德瑛、刘丽英、安启元、李至伦、何勇、陈作霖、侯宗宾、徐青、曹庆泽、尉健行、彭钢、傅杰